# Milledge Luke Bonham
Pour les articles homonymes, voir Bonham.
Milledge Luke Bonham (né le 25 décembre 1813 à Saluda et mort le 27 août 1890 à White Sulphur Springs) est un avocat et homme politique américain.
Membre du Congrès des États-Unis, il est par la suite le 70e gouverneur de Caroline du Sud de 1862 à 1864.
Militaire pendant la guerre américano-mexicaine, il est également brigadier général côté confédéré pendant la guerre de Sécession où il sera notamment à la tête du Département d'Alexandria.